# غافن هانراهان
غافن هانراهان (بالإنجليزية: Gavin Hanrahan)‏ هو لاعب دوري الرغبي أسترالي، ولد في 19 فبراير 1965.